# 1988년 칸 영화제
제41회 칸 영화제는 1988년 5월 11일부터 1988년 5월 23일까지 열린 영화제이다. 프랑스 칸에서 개최되었다.

## 수상

### 황금종려상
- 정복자 펠레 - 빌 어거스트 수상
- 버드 - 클린트 이스트우드
- 차례로 익사시키기 - 피터 그리너웨이

### 심사위원대상
- 월드 아파트 - 크리스 멘지스 수상

### 감독상
- 남쪽 - 페르난도 E. 솔라나스 수상

### 여우주연상
- 월드 아파트 - 바바라 허쉬 수상
- 월드 아파트 - 조디 메이 수상
- 월드 아파트 - 린다 엠부시 수상

### 남우주연상
- 버드 - 포레스트 휘태커 수상